# Leptotarsus (Aurotipula) orion
Leptotarsus (Aurotipula) orion is een tweevleugelige uit de familie langpootmuggen (Tipulidae). De soort komt voor in het Australaziatisch gebied.